# Persone di nome Martha
| Questa pagina contiene informazioni ricavate automaticamente dalle voci biografiche con l'ausilio del template Bio e di un bot. L'aggiornamento è periodico e automatico e ricostruisce completamente la pagina. Se manca una persona in questa lista, sei pregato di non aggiungerla, ma accertati piuttosto che la sua voce biografica contenga il template Bio e che i dati anagrafici siano correttamente compilati. Se il template Bio manca, inseriscilo tu stesso o, in alternativa, metti l'avviso {{tmp\|Bio}} che ne segnala la mancanza. Se i dati riportati sono sbagliati, correggi direttamente la voce biografica; le modifiche saranno visibili in questa lista entro pochi giorni. Per chiarimenti vedi il progetto antroponimi. La lista contiene solo le 105 persone che sono citate nell'enciclopedia e per le quali è stato implementato correttamente il template Bio. Pagina aggiornata al 22 giu 2025. |

Questa è una lista di persone presenti nell'enciclopedia che hanno il nome Martha, suddivise per attività principale.

## Architetti(1)
- Martha Schwartz, architetto statunitense (Filadelfia, n. 1950)

## Artiste(1)
- Martha Rosler, artista, fotografa e critica d'arte statunitense (Brooklyn, n. 1943)

## Assassine seriali(1)
- Martha Needle, serial killer australiana (Morgan, n. 1863 - Melbourne, † 1894)

## Astronome(1)
- Martha Haynes, astronoma statunitense (n. 1951)

## Atlete paralimpiche(1)
- Martha Gustafson, atleta paralimpica, nuotatrice e tennistavolista messicana (Tampico, n. 1950)

## Attrici(20)
- Martha Hackett, attrice statunitense (Boston, n. 1961)
- Martha Higareda, attrice messicana (Villahermosa, n. 1983)
- Martha Holliday, attrice e ballerina statunitense (Fort Smith, n. 1922 - Los Angeles, † 1970)
- Martha Issová, attrice ceca (Praga, n. 1981)
- Martha Kelly, attrice statunitense (Torrance, n. 1968)
- Martha Lorber, attrice statunitense (Brooklyn, n. 1900 - New Jersey, † 1983)
- Martha MacIsaac, attrice canadese (Charlottetown, n. 1984)
- Martha Madison, attrice statunitense (Newport News, n. 1977)
- Martha Mansfield, attrice statunitense (New York, n. 1899 - San Antonio, † 1923)
- Martha Mattox, attrice statunitense (Natchez, n. 1879 - Sidney, † 1933)
- Galilea Montijo, attrice, personaggio televisivo e conduttrice televisiva messicana (Guadalajara, n. 1973)
- Martha O'Driscoll, attrice statunitense (Tulsa, n. 1922 - Indian Creek, † 1998)
- Martha Overbeck, attrice brasiliana (Salvador, n. 1938)
- Martha Plimpton, attrice statunitense (New York, n. 1970)
- Martha Quinn, attrice statunitense (Albany, n. 1959)
- Martha Raye, attrice statunitense (Butte, n. 1916 - Los Angeles, † 1994)
- Martha Schlamme, attrice e cantante austriaca (Vienna, n. 1923 - Jamestown, † 1985)
- Martha Scott, attrice statunitense (Jamesport, n. 1912 - Los Angeles, † 2003)
- Martha Sleeper, attrice statunitense (Lake Bluff, n. 1910 - Beaufort, † 1983)
- Martha Vickers, attrice statunitense (Ann Arbor, n. 1925 - Hollywood, † 1971)

## Avvocate(1)
- Martha Coakley, avvocata e politica statunitense (Pittsfield, n. 1952)

## Cantanti(4)
- Ivy Queen, cantante, compositrice e rapper portoricana (Añasco, n. 1972)
- Martha Reeves, cantante statunitense (Eufaula, n. 1941)
- Martha Tilton, cantante statunitense (Corpus Christi, n. 1915 - Brentwood, † 2006)
- Alicia Villarreal, cantante messicana (San Nicolás de los Garza, n. 1971)

## Cantautrici(2)
- Martha Wainwright, cantautrice statunitense (New York, n. 1976)
- Martha Wash, cantautrice, attrice e produttrice discografica statunitense (San Francisco, n. 1953)

## Cestiste(3)
- Martha Lossio, cestista peruviana (Chiclayo, n. 1939 - † 2023)
- Martha Nava, cestista messicana († 2017)
- Martha Reynoso, ex cestista cubana (n. 1951)

## Conduttrici televisive(1)
- Martha Stewart, conduttrice televisiva statunitense (Jersey City, n. 1941)

## Criminali(1)
- Martha Marek, criminale austriaca (Vienna, † 1938)

## Danzatrici(1)
- Martha Graham, danzatrice e coreografa statunitense (Pittsburgh, n. 1894 - New York, † 1991)

## Disegnatrici(1)
- Martha Richler, disegnatrice e storica inglese (n. 1964)

## Economiste(1)
- Martha Beatrice Webb, economista e sociologa britannica (Gloucestershire, n. 1858 - Liphook, † 1943)

## Educatrici(1)
- Martha Carey Thomas, educatrice e attivista statunitense (Baltimora, n. 1857 - Filadelfia, † 1935)

## Filantrope(1)
- Blaine Trump, filantropa statunitense (n. 1957)

## Filosofe(2)
- Martha Kneale, filosofa britannica (Skipton, n. 1909 - † 2001)
- Martha Nussbaum, filosofa statunitense (New York, n. 1947)

## First lady(2)
- Martha Jefferson Randolph, first lady statunitense (Monticello, n. 1772 - Contea di Albemarle, † 1836)
- Martha Washington, first lady statunitense (Chestnut Grove, n. 1731 - Mount Vernon, † 1802)

## Fotografe(1)
- Martha Swope, fotografa statunitense (Tyler, n. 1928 - New York, † 2017)

## Genetiste(1)
- Martha Chase, genetista statunitense (Cleveland Heights, n. 1927 - Lorain, † 2003)

## Geografe(1)
- Martha Krug-Genthe, geografa tedesca (n. 1871 - † 1945)

## Giornaliste(4)
- Martha Gellhorn, giornalista e scrittrice statunitense (Saint Louis, n. 1908 - Londra, † 1998)
- Martha Gruening, giornalista e poetessa statunitense (Filadelfia, n. 1889 - Filadelfia, † 1937)
- Martha Medeiros, giornalista e scrittrice brasiliana (Porto Alegre, n. 1961)
- Martha Raddatz, giornalista statunitense (Idaho Falls, n. 1953)

## Imprenditrici(2)
- Martha Matilda Harper, imprenditrice, economista e inventrice statunitense (Oakville, n. 1857 - Rochester, † 1950)
- Martha Lane Fox, imprenditrice e politica britannica (Londra, n. 1973)

## Insegnanti(2)
- Martha Coffin Wright, insegnante statunitense (Boston, n. 1806 - Boston, † 1875)
- Martha Watts, insegnante, educatrice e missionaria statunitense (Bardstown, n. 1848 - Louisville, † 1909)

## Ispaniste(1)
- Martha L. Canfield, ispanista, poetessa e traduttrice uruguaiana (Montevideo, n. 1949)

## Linguiste(1)
- Martha Cheung, linguista e traduttrice cinese (Hong Kong, n. 1953 - Hong Kong, † 2013)

## Matematiche(1)
- Euphemia Haynes, matematica e educatrice statunitense (Washington, n. 1890 - Washington, † 1980)

## Modelle(2)
- Martha Hunt, supermodella statunitense (Wilson, n. 1989)
- Martha Vasconcellos, modella brasiliana (Salvador, n. 1948)

## Multipliste(1)
- Martha Araújo, multiplista colombiana (Tumaco, n. 1996)

## Musiciste(2)
- Martha Davis, musicista e cantautrice statunitense (Berkeley, n. 1951)
- Martie Maguire, musicista statunitense (York, n. 1969)

## Nobildonne(2)
- Martha Bibescu, nobildonna, scrittrice e poetessa rumena (Bucarest, n. 1886 - Parigi, † 1973)
- Martha White, nobildonna inglese (n. 1739 - † 1810)

## Nuotatrici(6)
- Martha Bowen, ex nuotatrice statunitense (Jackson, n. 1980)
- Martha Genenger, nuotatrice tedesca (Krefeld, n. 1911 - † 1995)
- Martha Gultom, ex nuotatrice indonesiana (Bengkulu, n. 1939)
- Martha McCabe, ex nuotatrice canadese (Toronto, n. 1989)
- Martha Norelius, nuotatrice svedese (Stoccolma, n. 1908 - Saint Louis, † 1955)
- Martha Randall, ex nuotatrice statunitense (Chicago, n. 1948)

## Pianiste(2)
- Martha Del Vecchio, pianista italiana (La Spezia, n. 1906 - Genova, † 1991)
- Martha Goldstein, pianista e clavicembalista statunitense (Baltimora, n. 1919 - Seattle, † 2014)

## Pistard(1)
- Martha Bayona, pistard colombiana (Bucaramanga, n. 1995)

## Pittrici(2)
- Martha Boto, pittrice argentina (Buenos Aires, n. 1925 - Parigi, † 2004)
- Martha Stettler, pittrice svizzera (Berna, n. 1870 - Châtillon, † 1945)

## Politiche(8)
- Martha Érika Alonso Hidalgo, politica messicana (Tepeaca, n. 1973 - Coronango, † 2018)
- Martha Layne Collins, politica statunitense (Bagdad, n. 1936)
- Martha Griffiths, politica, avvocato e magistrato statunitense (Pierce City, n. 1912 - Armada, † 2003)
- Martha Karua, politica keniota (Contea di Kirinyaga, n. 1957)
- Martha McSally, politica e ex militare statunitense (Warwick, n. 1966)
- Beatriz Merino, politica e avvocata peruviana (Lima, n. 1947)
- Martha Roby, politica e avvocato statunitense (Montgomery, n. 1976)
- Martha Wayles Skelton Jefferson, politica statunitense (n. 1748 - † 1782)

## Produttrici cinematografiche(1)
- Martha De Laurentiis, produttrice cinematografica statunitense (Lancaster, n. 1954 - Beverly Hills, † 2021)

## Registe(2)
- Martha Coolidge, regista statunitense (New Haven, n. 1946)
- Martha Fiennes, regista, produttrice cinematografica e scrittrice britannica (Londra, n. 1964)

## Sceneggiatrici(1)
- Marti Noxon, sceneggiatrice, regista e produttrice televisiva statunitense (Los Angeles, n. 1964)

## Sciatrici alpine(1)
- Martha Hill, ex sciatrice alpina statunitense (Lake Forest, n. 1960)

## Scrittrici(2)
- Martha Grimes, scrittrice statunitense (Pittsburgh, n. 1931)
- Martha Wells, scrittrice statunitense (Fort Worth, n. 1964)

## Scrittrici di fantascienza(1)
- Martha Soukup, scrittrice di fantascienza statunitense (Aurora, n. 1959)

## Sollevatrici(1)
- Mattie Rogers, sollevatrice statunitense (Apopka, n. 1995)

## Soprani(1)
- Martha Mödl, soprano e mezzosoprano tedesco (Norimberga, n. 1912 - Stoccarda, † 2001)

## Truffatrici(1)
- Martha Brossier, truffatrice francese (Romorantin-Lanthenay, n. 1556)

## Veliste(1)
- Martha Faraguna, ex velista italiana (Londra, n. 1995)

## Velociste(2)
- Martha Hudson, ex velocista statunitense (Eastman, n. 1939)
- Martha Langbein, ex velocista tedesca (Heidelberg, n. 1941)

## Senza attività specificata(5)
- Martha Bernays, tedesca (Amburgo, n. 1861 - Londra, † 1951)
- Sunny von Bülow, statunitense (Manassas, n. 1932 - New York, † 2008)
- Calamity Jane, pistolera e avventuriera statunitense (Princeton, n. 1852 - Terry, † 1903)
- Martha Root, statunitense (Richwood, n. 1872 - Hawaii, † 1939)
- Martha Stewart Bulloch, statunitense (Hartford, n. 1835 - New York, † 1884)